# Cristatusaurus
Cristatusaurus é um gênero de dinossauro terópode que viveu durante o período Cretáceo Inferior no que hoje é o Níger, há 112 milhões de anos. Era um membro do clado Baryonychinae, parte dos Spinosauridae, um grupo de grandes carnívoros bípedes com membros anteriores bem construídos e crânios alongados semelhantes a crocodilos. A espécie-tipo Cristatusaurus lapparenti foi nomeada em 1998 pelos cientistas Philippe Taquet e Dale Russell, com base nos ossos da mandíbula e algumas vértebras. Dois fósseis de garras também foram posteriormente atribuídos ao Cristatusaurus. O nome genérico do animal, que significa "réptil com crista", faz alusão a uma crista sagital em cima do focinho; enquanto o nome específico é em homenagem ao paleontólogo francês Albert-Félix de Lapparent. Cristatusaurus é conhecido da Formação Elrhaz, datada dos estágios Albiano e Aptiano, onde teria coexistido com dinossauros saurópodes e iguanodontes, outros terópodes e vários crocodilomorfos.
Ele media cerca de 10 metros de comprimento e pesava entre 0,9 à 3,6 toneladas. Originalmente proposto para ser uma espécie indeterminada de Baryonyx, a identidade do Cristatusaurus tem sido objeto de debate, em parte devido à natureza fragmentária de seus fósseis. Alguns argumentam que é provavelmente o mesmo dinossauro que Suchomimus, que também foi encontrado no Níger, nas mesmas camadas de sedimentos. Nesse caso, o gênero Cristatusaurus teria prioridade, já que foi nomeado dois meses antes. Outros concluíram, no entanto, que o Cristatusaurus é um nomen dubium, considerando-o indistinguível de Suchomimus e Baryonyx. Algumas distinções entre os fósseis de Cristatusaurus e Suchomimus foram apontadas, mas é incerto se essas diferenças separam os dois gêneros ou se são devidas à ontogenia (mudanças em um organismo durante o crescimento). Um estudo recente diferenciou Cristatusaurus de Suchomimus e o classificou como um gênero válido de espinossaurídeos, colocando o terópode, porém, fora de Baryonychidae.

## História da descoberta

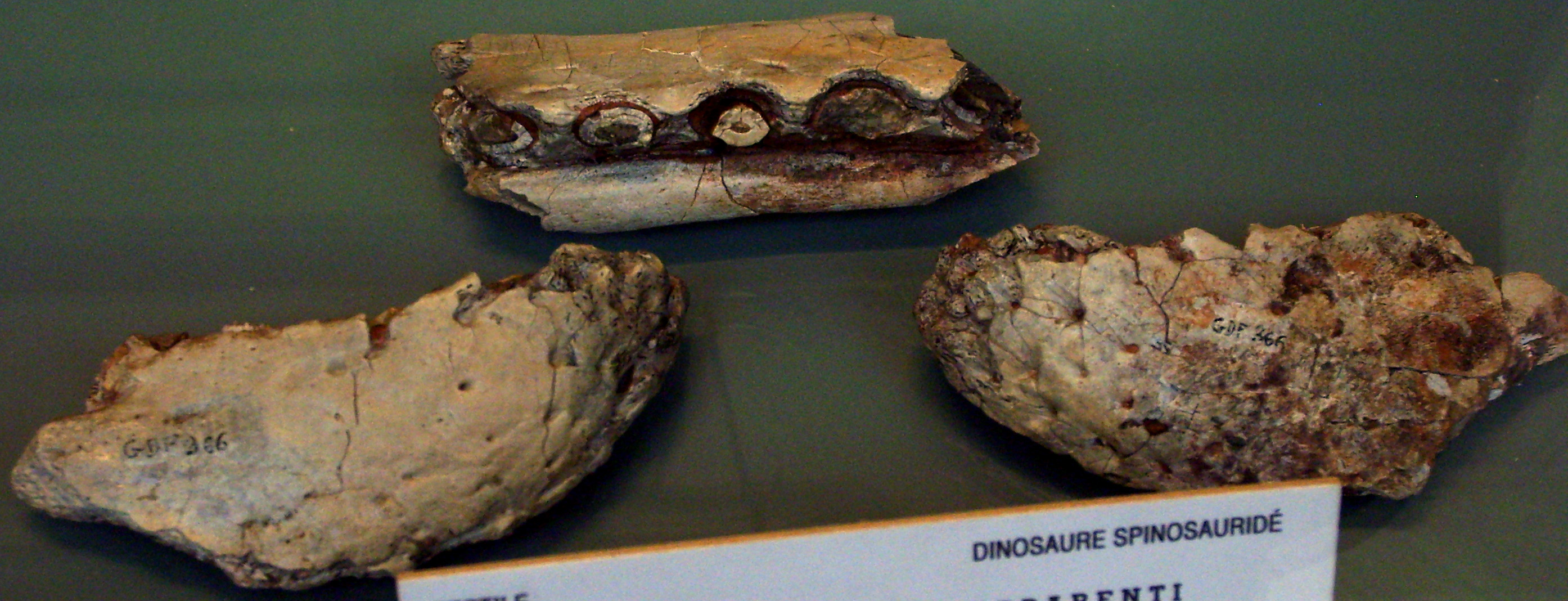
Holótipo (MNHN GDF 366) consistindo de fósseis da mandíbula, Muséum National d'Histoire Naturelle, Paris

Os primeiros fósseis de Cristatusaurus foram encontrados em 1973 pelo paleontólogo francês Philippe Taquet em Gadoufaoua, uma localidade dentro da Formação Elrhaz no Níger. O espécime do holótipo, catalogado sob o número MNHN GDF 366, consiste em duas pré-maxilas (ossos do focinho mais frontais), uma maxila direita parcial (osso do maxilar superior principal) e um fragmento dentário da mandíbula. Vários parátipos foram atribuídos: MNHN GDF 365, um focinho de duas pré-maxilas articuladas; bem como  quatro vértebras dorsais, denominadas MNHN GDF 357, 358, 359 e 361. Duas garras de polegar de espécimes separados também foram posteriormente atribuídas ao Cristatusaurus. Em 1984, os espécimes de pré-maxila MNHN GDF 365 e 366 foram descritos em detalhes pela primeira vez por Taquet, onde ele os referiu a um novo terópode sem nome dentro da família Spinosauridae, devido às características compartilhadas com o holótipo dentário de Spinosaurus aegyptiacus. Na época, Taquet acreditava que esses espécimes pertenciam ao maxilar inferior da criatura, já que nenhum terópode era conhecido na época com mais de cinco dentes na pré-maxila, enquanto o Cristatusaurus tinha sete. Isso foi posteriormente provado incorreto em 1996 pelos paleontólogos brasileiros Alexander Kellner e Diogenes Campos, à luz das descobertas de outros espinossaurídeos preservando as pontas da mandíbula superior com mais de cinco dentes.

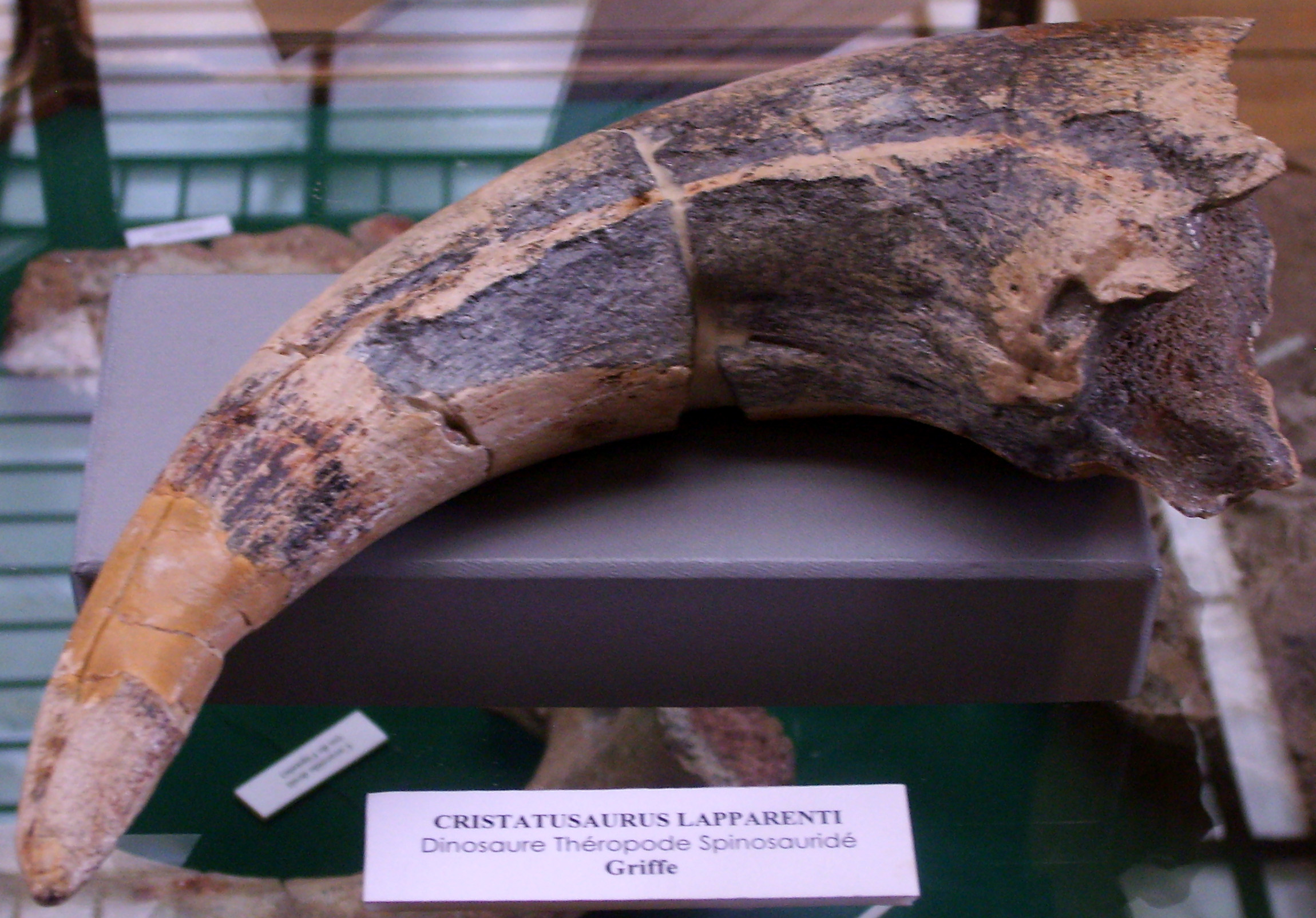
Garra referida no Museu de História Natural da França, em Paris

Em uma publicação de 1986, os paleontólogos britânicos Alan Charig e Angela Milner consideraram os elementos da mandíbula de Taquet quase indistinguíveis daqueles do espinossaurídeo Baryonyx walkeri; que eles estavam descrevendo com base em um esqueleto parcial, datado do estágio Barremiano da Formação Weald Clay, Inglaterra. Um acompanhamento de 1997 para este artigo preliminar referiu MNHN GDF 365 e 366 a uma espécie indeterminada de Baryonyx, independentemente de sua idade geológica mais jovem. Em 1998, Taquet e o geólogo americano Dale Russell usaram os ossos para erigir o novo gênero Cristatusaurus, sendo a espécie-tipo Cristatusaurus lapparenti. Seu nome genérico é derivado do latim crista (para "crista") e refere-se a uma crista sagital no focinho. O nome específico homenageia o falecido paleontólogo francês Albert-Félix de Lapparent, devido às suas contribuições às descobertas relacionadas aos dinossauros no Saara. No mesmo artigo, vários fósseis de crânio e vertebrais de Tademaït da Argélia foram atribuídos a uma nova espécie de Spinosaurus chamada S. maroccanus, que foi descrita e comparada ao Cristatusaurus. Spinosaurus maroccanus é agora considerado pela maioria dos paleontólogos um nomen dubium (nome de aplicação incerta) ou um sinônimo de S. aegyptiacus. Dois meses depois que Taquet e Russel publicaram seu artigo, outro gênero e espécie de espinossaurídeos foi nomeado da Formação Elrhaz, Suchomimus tenerensis. Seus descritores, o paleontólogo  americano Paul Sereno e colegas, concordaram com Charig e Milner em que não havia distinção entre os fósseis de crânio de Baryonyx e Cristatusaurus; concluindo que este último era um nomen dubium. Em uma análise de 2003, o paleontólogo alemão Oliver Rauhut concordou com isso.
Ao descrever o táxon, Taquet e Russel basearam a separação do Cristatusaurus do Baryonyx na "condição brevirostrina da pré-maxila" do primeiro (tendo um focinho curto). O significado desse diagnóstico foi considerado obscuro por vários autores subsequentes, que descrevem os espécimes como quase idênticos aos de Baryonyx e Suchomimus. Em 2002, Eric Buffetaut e Mohamed Ouaja apoiaram a sinonímia júnior de Cristatusaurus com Baryonyx. No mesmo ano, Hans-Dieter Sues e colegas consideraram Cristatusaurus e Suchomimus como sinônimos juniores de Baryonyx, afirmando que não há evidência fóssil indicando que mais de um espinossauro viveu na Formação Elrhaz. Pesquisas mais recentes mantiveram Suchomimus e Baryonyx como gêneros distintos. Outros, como Bertin Tor em 2010, e Carrano e colegas em 2012, referiram-se ao Cristatusaurus como um membro de Baryonychinae indeterminado, devido à fragmentação de seus restos.
Em 2016, Christophe Hendrickx, Octávio Mateus e Buffetaut observaram que Taquet e Russel podem ter interpretado o Cristatusaurus como tendo um focinho mais curto que o Baryonyx, confundindo o entalhe onde as maxilas se articulam com as pré-maxilas com as aberturas das narinas. Uma vez que tanto Suchomimus quanto Baryonyx têm pré-maxilas mais completamente preservadas, enquanto Cristatusaurus só tem a parte frontal deste osso conhecida, Hendrickx e colegas consideraram possível que o focinho de Cristatusaurus fosse tão longo quanto em Baryonyx. Portanto, eles concordaram com autores anteriores na ambiguidade do diagnóstico de Taquet e Russel. Hendrickx e colegas afirmaram que, como Cristatusaurus e Suchomimus são quase idênticos e ambos vêm da mesma unidade estratigráfica, eles são quase certamente sinônimos. Os pesquisadores encontraram Cristatusaurus e Suchomimus semelhantes, pois ambos tinham cristas pré-maxilares, proporção de tamanho semelhante de alvéolos dentários e depressões rasas na frente de suas aberturas nasais. No entanto, como essas características são menores e podem variar dentro das espécies, bem como dependendo da idade e sexo, Hendrickx e colegas não identificaram nenhuma autapomorfia definitiva (características distintivas) do holótipo de Cristatusaurus e, portanto, consideraram o táxon um nomen dubium até seus restos pós-cranianos serem examinados mais de perto. Dado que foi nomeado em primeiro lugar, Cristatusaurus lapparenti tem prioridade sobre Suchomimus tenerensis no caso de serem sinonimizados.
Em um estudo de 2017, Marcos Sales e Cesar Schultz compararam o holótipo de Cristatusaurus (MNHN GDF 366) ao referido focinho de Suchomimus (MNN GDF501). Ambos exibem uma borda estreita na parte superior de suas pré-maxilas. No entanto, o palato secundário convexo de Cristatusaurus é claramente visível na vista lateral (situado sob os dentes pré-maxilares), enquanto em Suchomimus é discernível apenas através de rachaduras no focinho fóssil. Também foi apontado que, onde conhecido, o processo de inclinação ascendente da maxila de Cristatusaurus é mais estreito do que em Suchomimus. Os pesquisadores concluíram que são necessários mais estudos para determinar se essas diferenças são possíveis autapomorfias (características distintivas) entre os táxons, ou se são o resultado de mudanças ontogenéticas (de desenvolvimento), uma vez que o holótipo do Cristatusaurus representa um indivíduo mais jovem.
Em um estudo de 2021, Cristatusaurus foi removido da subfamília Baryonychinae e foi diferenciado de Suchomimus como um gênero válido.

## Descrição

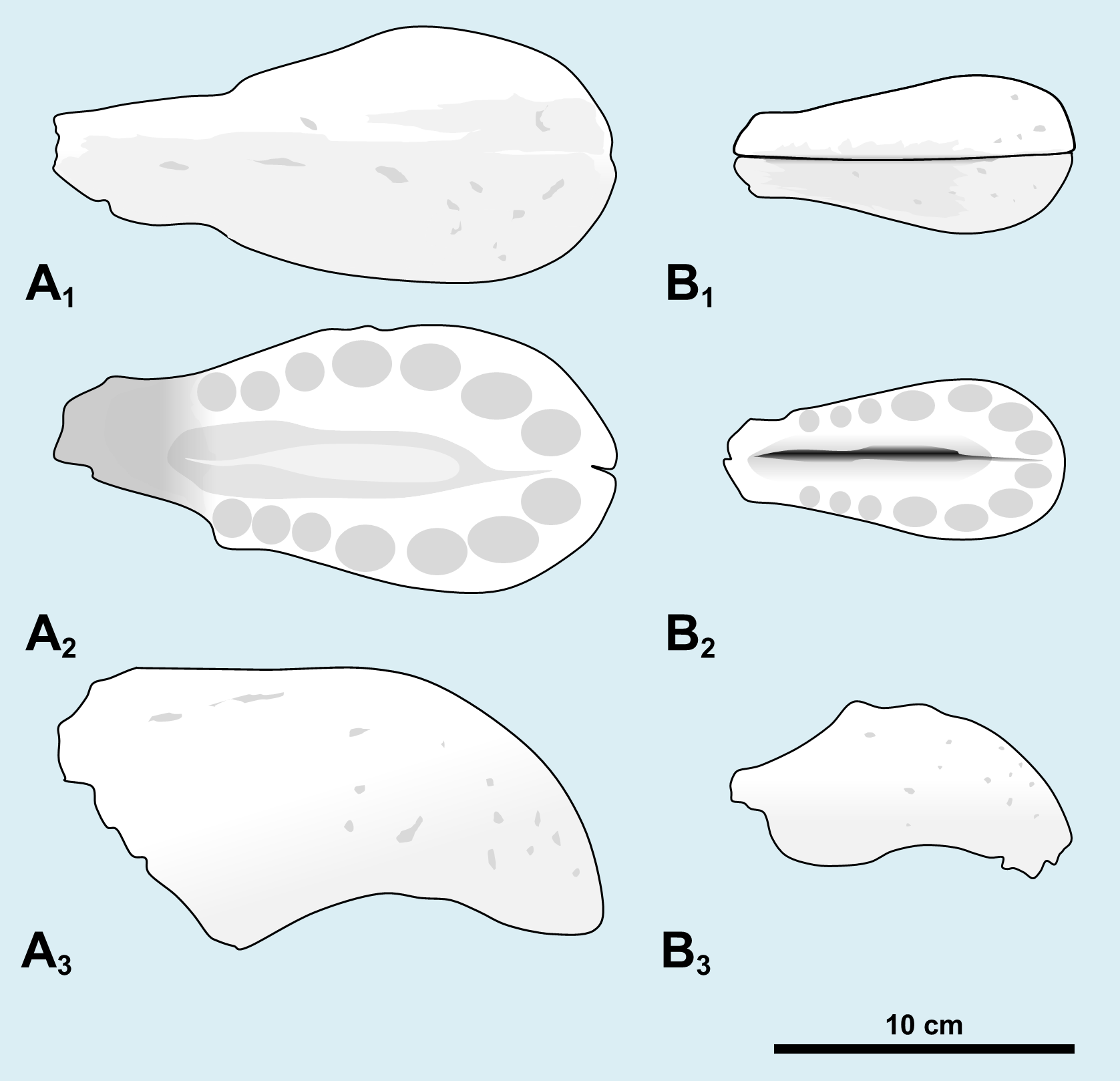
Diagrama mostrando as diferenças entre a pré-maxila de um Cristatusaurus adulto (A) e um juvenil (B)

Em 2012, o paleontólogo de vertebrados americano Thomas R. Holtz Jr. estimou o Cristatusaurus com cerca de 10 metros de comprimento e pesando entre 1 a 4 toneladas. O holótipo pré-maxilas são 115 mm de comprimento e 55 mm de altura. O outro conjunto conhecido de pré-maxilas (espécime MNHN GDF 365) é maior em 185 mm de comprimento e 95 mm de altura. O tamanho menor do holótipo, a superfície mais lisa e a falta de suturas co-ossificadas (fundidas) indicam que ele pertence a um indivíduo juvenil; enquanto MNHN GDF 365 provavelmente representa um adulto.
A ponta da pré-maxila do Cristatusaurus era curta e expandida, enquanto a extremidade traseira era estreitada perto da sutura com a maxila; essa forma de focinho em forma de roseta era característica dos espinossaurídeos. A frente da mandíbula superior era côncava na parte inferior, moldada para se encaixar com o que teria sido a ponta convexa e também alargada do osso dentário da mandíbula. Uma crista sagital fina corria longitudinalmente no topo da pré-maxila, uma condição presente em Baryonyx e Suchomimus , e muito proeminente em Angaturama (um possível sinônimo de Irritator). Como todos os espinossaurídeos, as narinas externas do Cristatusaurus (narinas ósseas) foram posicionadas mais para trás no crânio que em terópodes típicos. Duas apófises se estendiam pela parte inferior do focinho, em uma estrutura convexa que formava o palato secundário do animal. Esta condição é observada em todos os crocodilianos existentes, mas não na maioria dos dinossauros terópodes; no entanto, era um traço comum entre os espinossaurídeos.

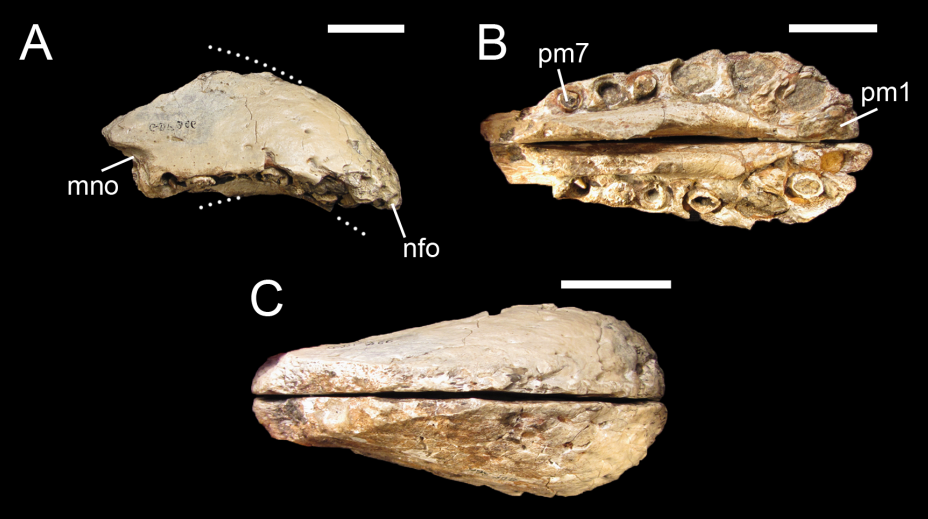
Pré-maxilas do espécime vistas invertidas do lado esquerdo (A), inferior (B) e superior (C)

Os alvéolos dentários do Cristatusaurus eram espaçados, os da maxila e dentário eram achatados um pouco para os lados; enquanto os da pré-maxila eram grandes e principalmente circulares, com os alvéolos mais frontais sendo os maiores. Coroas dentais parciais preservadas em alguns alvéolos mostram que os dentes eram finamente serrilhados, com sulcos (cumes longitudinais) em sua superfície lingual (lado dos dentes voltados para dentro). Ambos os espécimes de pré-maxila tinham sete alvéolos de cada lado, o mesmo número que em Suchomimus, Angaturama, Oxalaia e Spinosaurus maroccanus.
Uma das vértebras dorsais (MNHN GDF 358) mediu 13,5 cm de comprimento do centro, que é igual à maior vértebra conhecida de Spinosaurus maroccanus. A base preservada de uma das espinhas neurais vertebrais do Cristatusaurus (MNHN GDF 359) tinha 15 mm altos como os do Spinosaurus. Dos dois ungueais manuais (garras) referidos ao Cristatusaurus, um era equivalente em tamanho aos encontrados para Suchomimus e Baryonyx, enquanto o outro era cerca de 25 a 30 por cento menor. Como um espinossauro, ele empunhava essas garras com mãos de três dedos carregadas por braços robustos.

## Classificação

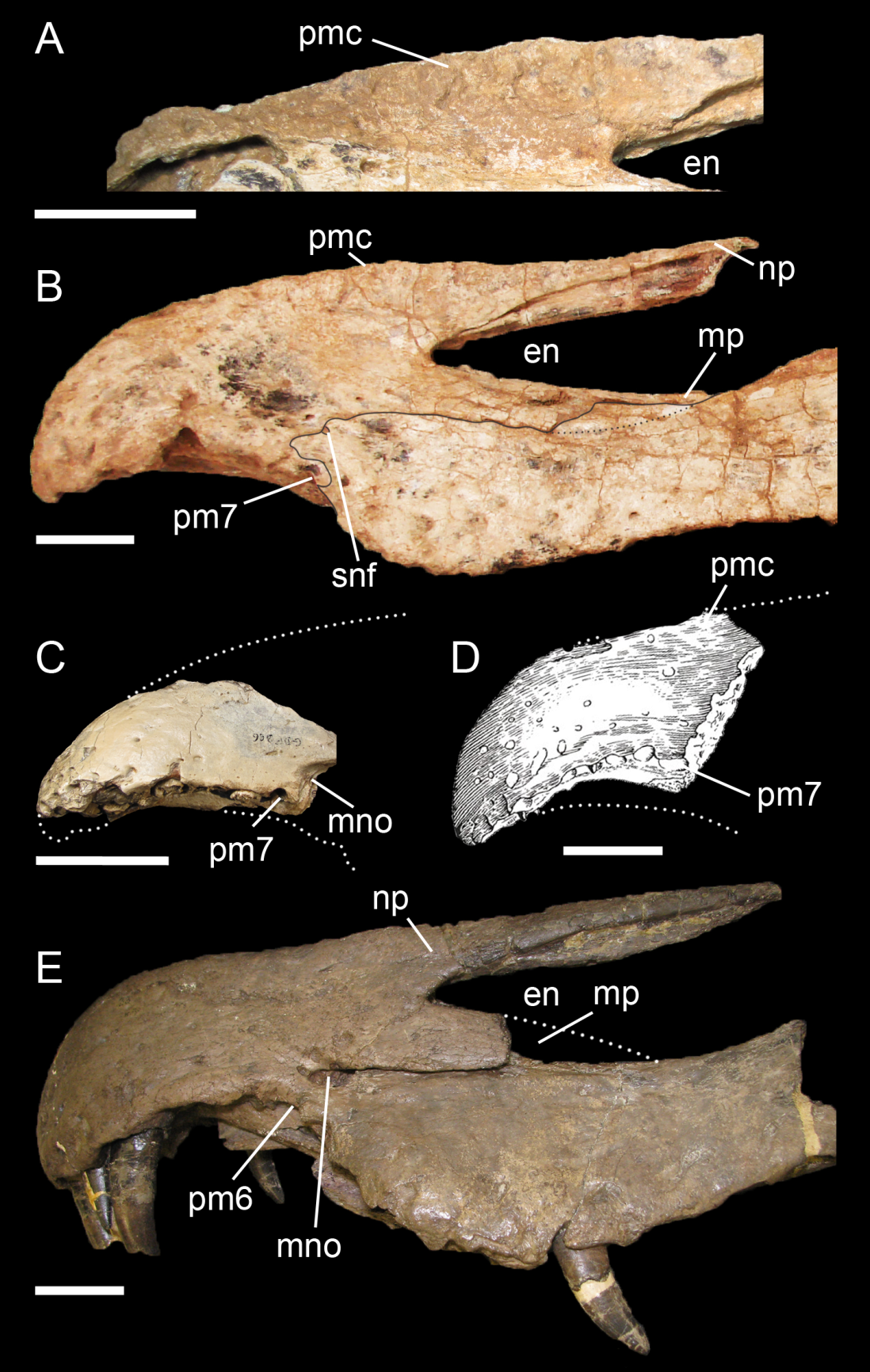
Comparação entre fósseis de focinho de Suchomimus (A, B), Cristatusaurus (C, D) e Baryonyx (E)

Os espinossaurídeos eram grandes carnívoros bípedes com membros anteriores bem construídos e crânios alongados semelhantes a crocodilos. As afinidades taxonômicas e filogenéticas do grupo estão sujeitas a pesquisas e debates ativos, uma vez que, em comparação com outros grupos de terópodes, muitos dos táxons da família (incluindo Cristatusaurus) são baseados em material fóssil relativamente pobre.  Tradicionalmente, a família foi dividida em duas subfamílias: Spinosaurinae, que inclui gêneros como Irritator, Spinosaurus e Oxalaia; e Baryonychinae, que inclui Baryonyx e Suchomimus. Embora a colocação de gênero e espécie de Cristausaurus lapparenti seja contestada, seus fósseis certamente pertencem a um membro de Baryonychinae, por causa de suas narinas externas mais avançadas; primeiros dentes pré-maxilares relativamente maiores; e alvéolos dentários mais espaçados do que nos espinossauros; bem como a presença de serrilhas finas, em contraste com os espinossauros que não os possuem completamente. No entanto, autores como Sales e Schultz questionaram a monofilia de Baryonychinae (o que significa que pode ser um grupo não natural), afirmando que os espinossaurídeos sul-americanos Angaturama e Irritator representam formas intermediárias entre Baryonychinae e Spinosaurinae, com base em suas características craniodentais (crânio e dente). Seu cladograma pode ser visto abaixo.
|  | Angaturama                                              |
|  |                                                         |
|  | \| \| Oxalaia \| \| \| \| \| \| Spinosaurus \| \| \| \| |
|  |                                                         |
|  | Oxalaia                                                 |
|  |                                                         |
|  | Spinosaurus                                             |
|  |                                                         |

|  | Oxalaia     |
|  |             |
|  | Spinosaurus |
|  |             |

|  | Angaturama                                              |
|  |                                                         |
|  | \| \| Oxalaia \| \| \| \| \| \| Spinosaurus \| \| \| \| |
|  |                                                         |
|  | Oxalaia                                                 |
|  |                                                         |
|  | Spinosaurus                                             |
|  |                                                         |

|  | Oxalaia     |
|  |             |
|  | Spinosaurus |
|  |             |

## Paleoecologia

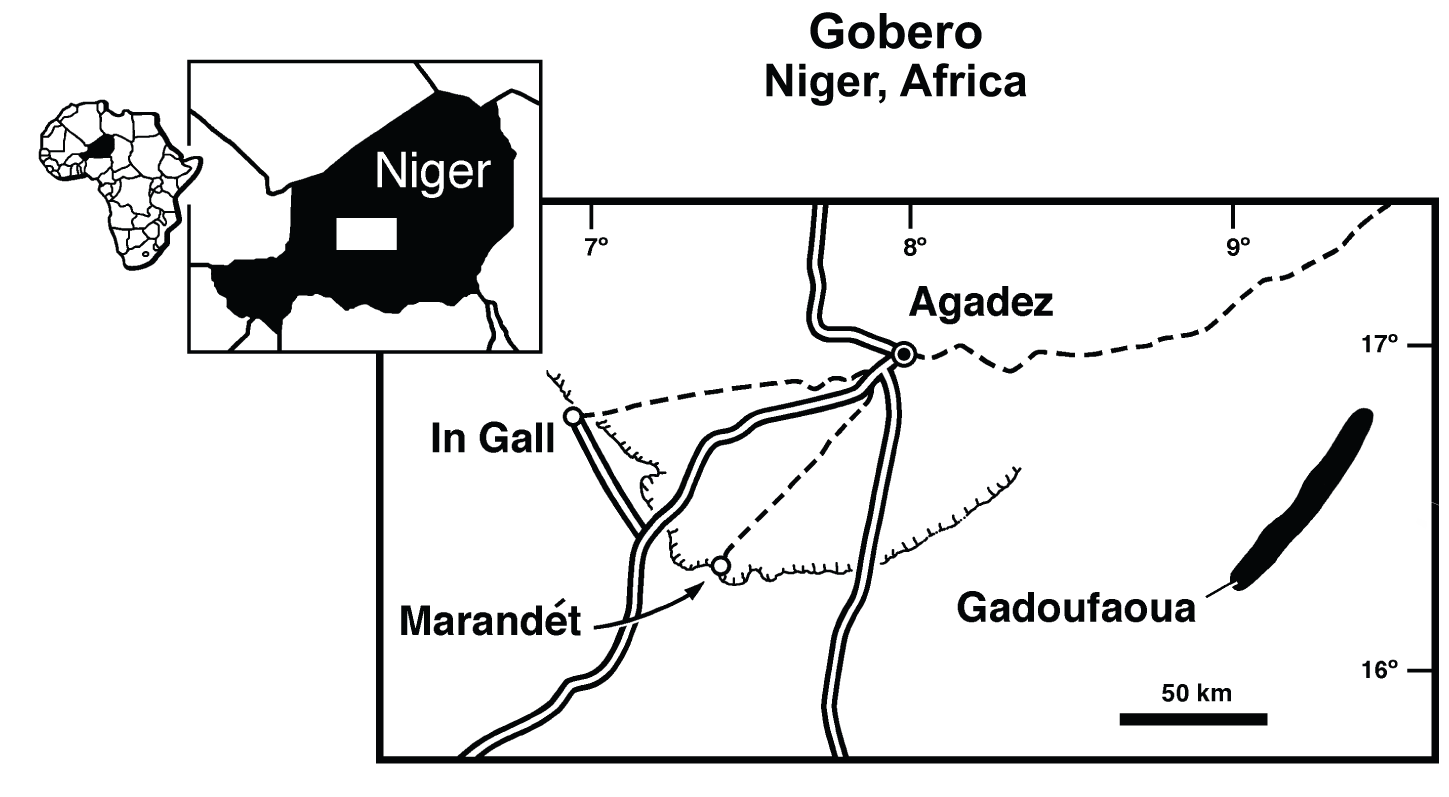
Afloramentos da Formação Elrhaz onde o Cristatusaurus foi encontrado

A Formação Elrhaz, parte do Grupo Tegama, consiste principalmente de arenitos fluviais com baixo relevo, muitos dos quais são obscurecidos por dunas. Os sedimentos são de granulação grossa a média, com quase nenhum horizonte de granulação fina. Cristatusaurus viveu no que é hoje o Níger, durante o final do Aptiano ao início do período Albiano do Período Cretáceo Inferior, 112 milhões de anos atrás. As camadas de sedimentos da formação foram interpretadas como um habitat interior de extensas planícies de inundação de água doce e rios rápidos, com um clima tropical que provavelmente experimentou períodos secos sazonais.

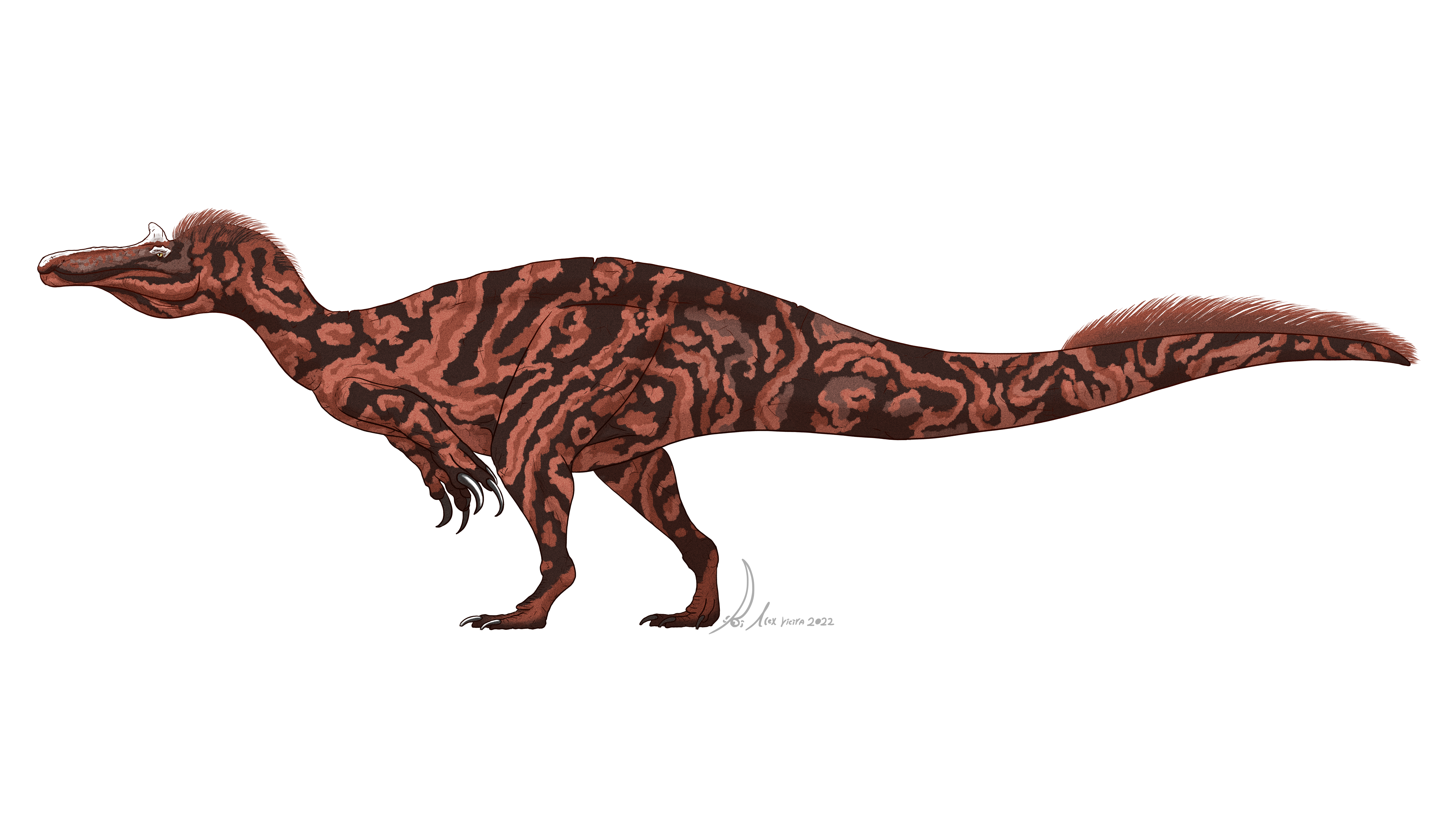
Representação do animal em vida

Este ambiente era o lar de uma variedade de fauna, incluindo dinossauros, pterossauros, quelônios, peixes, tubarões hibodontes e bivalves de água doce. Além de Cristatusaurus lapparenti e Suchomimus tenerensis, foram encontrados terópodes como o abelisaurídeo Kryptops palaios, o carcharodontossaurídeo Eocarcharia dinops e um noassaurídeo desconhecido. Os dinossauros herbívoros da região incluíam iguanodontes como Ouranosaurus nigeriensis, Elrhazosaurus nigeriensis, Lurdusaurus arenatus e dois saurópodes: Nigersaurus taqueti e um titanossauro sem nome. Crocodilomorfos eram abundantes; representado pela espécie de pholidosauria gigante Sarcosuchus imperator, bem como pequenos notosuchianos como Anatosuchus minor, Araripesuchus wegeneri e Stolokrosuchus lapparenti. A flora local provavelmente consistia principalmente de samambaias, cavalinhas e angiospermas, com base nas adaptações alimentares dos saurópodes que viviam lá.
Um estilo de vida semiaquático foi proposto para muitos espinossaurídeos, devido às suas características anatômicas incomuns e histologia óssea. Os dentes do Cristatusaurus provavelmente teriam sido usados para perfurar e agarrar presas, em vez de cortar carne, conforme indicado por sua seção transversal subcircular e serrilhas reduzidas. Seus dentes, combinados com a curvatura sinusoidal (em forma de onda) das mandíbulas, teriam funcionado como uma armadilha eficiente para os peixes. As narinas retraídas permitiriam que ele submergisse seu focinho ainda mais debaixo d'água do que a maioria dos terópodes, enquanto ainda era capaz de respirar; e o palato ósseo secundário é teorizado como tendo reforçado o crânio contra tensões de flexão durante a alimentação. O uso das garras gigantes recurvadas dos espinossauros ainda está em debate; funções sugeridas variaram de apanhar presas aquáticas fora da água, para limpar carcaças ou cavar.